# Резуха
Резу́ха (лат. Árabis) — древний род однолетних и многолетних травянистых растений семейства Капустные (Brassicaceae).

## Ботаническое описание[1][2]

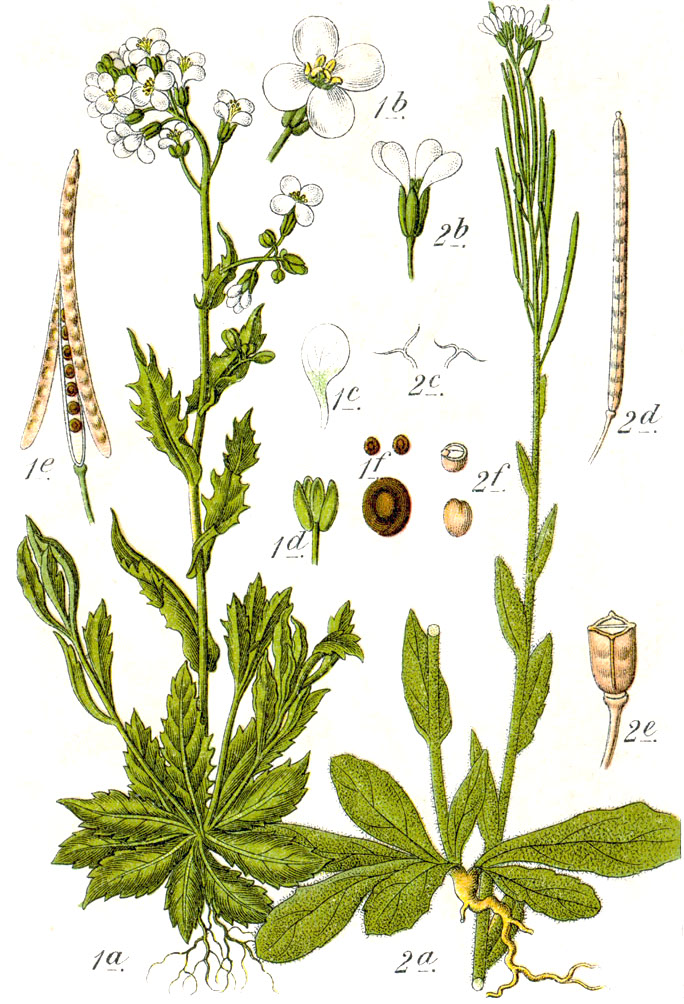
1. Резуха альпийская (Arabis alpina),
2. Резуха шершавая (Arabis hirsuta)

Однолетние, двулетние или многолетние растения, опушенные ветвистыми или звездчатыми волосками.
Листья по большей части цельные. Прикорневые и нижние стеблевые — лировидно-перистые, лировидно-лопастные, лопатчатые или ланцетные, длиной 1-2 см. В средней и верхней части стебля продолговато-обратнояйцевидные, либо узколанцетные, 0,4 — 1 см длиной.
Цветки собраны в верхушечные кисти, иногда щитковидные или зонтиковидные. Чашелистики прямые, зачастую с мешковидным вздутием у основания. Лепестки длинноноготковые, белые, желтоватые или лиловые. Тычиночные нити без зубцов. Завязь сидячая или на очень короткой плодоножке (гипофор), столбик пестика практически отсутствует, Рыльце коротко-двулопастное, иногда головчатое.
Плод — линейный стручок с двумя створками. Створки плоские, покрыты сетью тонких жилок, срединная жилка может отсутствовать. Перегородка тонкая. Семена однорядные, плоские, иногда крылатые.

## Распространение и экология[1]
Встречается в умеренном поясе Северного полушария — по всей Европе, северной, средней и южной Азии, в Южной Америке, Средиземноморье и в горах тропической Африки. Из примерно ста имеющихся видов треть произрастает на территории России и сопредельных стран.
В состав рода включаются типичные лесные виды (реликтовые и третичные), а также ксерофиты, произрастающие на скалах, сухих склонах, каменистых местах.

## Хозяйственное значение и применение
Некоторые виды разводят в качестве декоративных растений. Часть видов является хорошими медоносами.

## Классификация

### Таксономия[3]
Arabis L., 1753, Sp. Pl. : 664
Род Резуха относится к семейству Капустные (Brassicaceae) порядка Капустоцветные (Brassicales). Кладограмма в соответствии с Системой APG IV по состоянию на июнь 2023 года:
|  |                                      |  |                                   |                                   |                     |  | ещё 16 семейств |              |              |                                                                  |
|  |                                      |  |                                   |                                   |                     |  |                 |              |              | 105 подтвержденных видов и 120 таксонов, ожидающий подтверждения |
|  |                                      |  |                                   | порядок Капустоцветные            |                     |  |                 |              | род Резуха   |                                                                  |
|  |                                      |  |                                   | порядок Капустоцветные            |                     |  |                 |              | род Резуха   |                                                                  |
|  | отдел Цветковые, или Покрытосеменные |  |                                   |                                   | семейство Капустные |  |                 |              |              |                                                                  |
|  | отдел Цветковые, или Покрытосеменные |  |                                   |                                   |                     |  |                 |              |              |                                                                  |
|  |                                      |  | ещё 63 порядка цветковых растений | ещё 63 порядка цветковых растений |                     |  |                 | ещё 354 рода | ещё 354 рода |                                                                  |
|  |                                      |  |                                   | ещё 63 порядка цветковых растений |                     |  |                 |              | ещё 354 рода |                                                                  |

### Виды
Некоторые из видов:
- Arabis alpina L. — Резуха альпийскаяtypus
- Arabis brachycarpa Rupr. — Резуха короткоплодная
- Arabis caucasica  Willd.  — Резуха кавказская
- Arabis farinacea Rupr. — Резуха мучнистая
- Arabis flaviflora Bunge — Резуха жёлтая
- Arabis gerardii Besser — Резуха Жерара
- Arabis hirsuta (L.) Scop. — Резуха шершавая
- Arabis ionocalyx Boiss. & Heldr. — Резуха фиолетовочашечная
- Arabis karategina Lipsky — Резуха каратегинская
- Arabis kennedyae Meilke
- Arabis kokanika Regel — Резуха кокандская
- Arabis nepetifolia Boiss. — Резуха котовниковая
- Arabis nordmanniana (Rupr.) Rupr. — Резуха Нордманна
- Arabis sagittata (Bertol.) DC. — Резуха стреловидная, или Резуха стрелолистная
- Arabis stelleri DC. — Резуха Стеллера
- Arabis turrita L. — Резуха башенная

## В астрономии
В честь резухи назван астероид (1087) Арабида, открытый в 1927 году немецким астрономом Карлом Райнмутом в Гейдельбергской обсерватории.